# Бацулевский, Кшиштоф
Кшиштоф Бацулевский (пол. Krzysztof Baculewski; род. 26 декабря 1950) — польский композитор и музыковед
.
Окончил Варшавскую высшую школу музыки (1974), ученик Витольда Рудзиньского; в дальнейшем совершенствовался в Вене, а затем в Париже под руководством Оливье Мессиана, там же осваивал у Пьера Шеффера новое музыкальное направление — электронную музыку, которая, однако, не стала для него основным направлением творчества. Лауреат ряда композиторских конкурсов . С 1979 г. преподавал в Варшавском университете, в 1982 году защитил там же докторскую диссертацию, посвящённую истории польской академической музыки после Второй мировой войны, после чего перешёл на работу в Высшую школу музыки, с 1998 г. профессор. Доработанная диссертация вышла в 1987 г. как монография «Творчество польских композиторов. 1945—1984» (пол. Polska twórczość kompozytorska 1945-1984); позднее Бацулевским был написан том «Современность. Ч. 1: 1939—1974» (пол. Współczesność. Cz. 1: 1939-1974) в многотомной «Истории польской музыки». Выступает также как музыкальный критик в газете «Ruch Muzyczny».
Среди композиций Бацулевского — балет «Новое освобождение» (пол. Nowe wyzwolenie; 1974, по одноимённой пьесе Станислава Игнация Виткевича), многочисленные камерные сочинения, в том числе для барочных составов . Им реконструирован оставшийся в рукописи фортепианный концерт композитора-романтика Игнация Добжиньского.